# Communauté d'agglomération de Saint-Quentin
La communauté d'agglomération de Saint-Quentin est une ancienne communauté d'agglomération française, située dans le département de l'Aisne.
Elle a fusionné avec une autre intercommunalité pour former, le 1er janvier 2017, la communauté d'agglomération du Saint-Quentinois

## Historique
La communauté d'agglomération a été créée par un arrêté préfectoral du 17 décembre 1999.
Dans le cadre des dispositions de la loi portant nouvelle organisation territoriale de la République (Loi NOTRe) du 7 août 2015, qui prévoit que les établissements publics de coopération intercommunale (EPCI) à fiscalité propre doivent avoir un minimum de 15 000 habitants (sous réserve de certaines dérogations bénéficiant aux territoires de très faible densité), le préfet de l'Aisne a adopté, après avis de la commission départementale de coopération intercommunale un nouveau schéma départemental de coopération intercommunale par arrêté du 30 mars 2016, qui prévoit notamment la fusion de la  communauté de communes du canton de Saint-Simon et de la communauté d'agglomération de Saint-Quentin, aboutissant au regroupement de 39 communes comptant 83 287 habitants. Cette fusion est approuvée par la majorité des conseils municipaux concernés,.
Par l'arrêté préfectoral n°2016-1077 du 15 décembre 2016, la communauté d'agglomération de Saint-Quentin est dissoute le 31 décembre 2016 pour fusionner comme prévu le 1er janvier 2017 avec la communauté de communes du canton de Saint-Simon formant ainsi la communauté d'agglomération du Saint-Quentinois.

## Composition
En 2016, la communauté d'agglomération était composée des 20 communes suivantes :
| Nom                   | Code Insee | Gentilé          | Superficie (km2) | Population (dernière pop. légale) | Densité (hab./km2) |
| --------------------- | ---------- | ---------------- | ---------------- | --------------------------------- | ------------------ |
| Saint-Quentin (siège) | 02691      | Saint-Quentinois | 22,56            | 55 878 (2014)                     | 2 477              |
| Castres               | 02142      | Castrais         | 5,71             | 242 (2014)                        | 42                 |
| Contescourt           | 02214      | Contescourtois   | 3,42             | 63 (2014)                         | 18                 |
| Essigny-le-Petit      | 02288      | Essignyacois     | 4,53             | 361 (2014)                        | 80                 |
| Fayet                 | 02303      | Fayetois         | 5,86             | 685 (2014)                        | 117                |
| Fieulaine             | 02310      | Fieulainois      | 7,74             | 277 (2014)                        | 36                 |
| Fonsomme              | 02319      | Fonsommois       | 9,60             | 501 (2014)                        | 52                 |
| Fontaine-Notre-Dame   | 02322      | Fontenois        | 11,90            | 400 (2014)                        | 34                 |
| Gauchy                | 02340      | Gasiaquois       | 6,24             | 5 343 (2014)                      | 856                |
| Grugies               | 02359      | Grugeois         | 5,08             | 1 263 (2014)                      | 249                |
| Harly                 | 02371      | Harlysiens       | 3,76             | 1 661 (2014)                      | 442                |
| Homblières            | 02383      | Hombliérois      | 14,29            | 1 492 (2014)                      | 104                |
| Lesdins               | 02420      | Lesdinois        | 10,63            | 831 (2014)                        | 78                 |
| Marcy                 | 02459      | Marcillansois    | 7,30             | 178 (2014)                        | 24                 |
| Mesnil-Saint-Laurent  | 02481      | Mesnillois       | 5,45             | 441 (2014)                        | 81                 |
| Morcourt              | 02525      | Morcourtois      | 6,07             | 585 (2014)                        | 96                 |
| Neuville-Saint-Amand  | 02549      | Neuvillois       | 8,26             | 861 (2014)                        | 104                |
| Omissy                | 02571      | Ulmissiens       | 7,09             | 707 (2014)                        | 100                |
| Remaucourt            | 02637      | Remaucourtois    | 6,35             | 309 (2014)                        | 49                 |
| Rouvroy               | 02659      | Rouvroysiens     | 5,05             | 519 (2014)                        | 103                |

### Démographie
| 1968   | 1975   | 1982   | 1990   | 1999   | 2008   | 2013   |
| ------ | ------ | ------ | ------ | ------ | ------ | ------ |
| 76 995 | 82 068 | 79 826 | 77 738 | 75 630 | 73 326 | 72 463 |

## Organisation

### Siège
Le siège de l'intercommunalité était situé à Saint-Quentin, 9, place La Fayette. Il est désormais situé au 58 boulevard Victor-Hugo, à Saint-Quentin.

### Élus
La Communauté de communes était administrée par son conseil communautaire, composé en 2016 de 40 conseillers communautaires, qui sont des conseillers municipaux des 20 communes membres, répartis essentiellement en fonction de la population des communes concernées.

### Liste des présidents
| Période    | Période       | Identité        | Étiquette     | Qualité |
| ---------- | ------------- | --------------- | ------------- | --- |
| 1999       | avril 2014    | Pierre André    | UMP           | Maire de Saint-Quentin (1995 → 2010) Sénateur de l'Aisne (1998 → 2014) |
| avril 2014 | décembre 2016 | Xavier Bertrand | UMP devenu LR | Agent d'assurances Maire de Saint-Quentin (2010 → 2016) Député de l'Aisne (2e circ.) (2002 → 2004, 2007, 2009 → 2010 et 2012 → 2016) Conseiller régional des Hauts-de-France (2015 → ) Président du Conseil régional des Hauts-de-France (2015 → ) |

### Compétences
L'intercommunalité exerçait les compétences qui lui avaient été transférées par les communes membres, dans les conditions fixées par le code général des collectivités territoriales. Il s'agissait de :
- Aménagement de l'espace communautaire : 
  - Schéma de cohérence territoriale (SCOT) ;
  - Schéma de secteur
  - Élaboration et gestion des divers documents d'urbanisme
  - Création et réalisation de zones d'aménagement concerté (ZAC)
  - Organisation des transports urbains ;
- Développement économique : 
  - Zones d’activité industrielle, commerciale, tertiaire, artisanale reconnues d’intérêt communautaire ;
  - Actions de développement économique d'intérêt communautaire ;
- Logement et habitat : 
  - Programme local de l'habitat(PLH) ;
  - Politique du logement, notamment du logement social, d'intérêt communautaire ;
  - Opérations d'intérêt communautaire en faveur du logement des personnes défavorisées ;
  - Amélioration du parc immobilier d'intérêt communautaire
- Politique de la ville :
  - Dispositifs contractuels de développement urbain, de développement local et d'insertion économique et sociale d'intérêt communautaire ainsi que des dispositifs locaux d'intérêt communautaire de prévention de la délinquance ;
- Environnement et cadre de vie   : 
  - Eau : traitement, adduction et distribution
  - Assainissement collectif et non collectif*
  - Collecte, élimination et valorisation des déchets des ménages et déchets assimilés ;
  - Lutte contre les nuisances sonores et les diverses pollutions
  - Protection et mise en valeur de l'environnement et du cadre de vie
- Social et culture : Équipements à vocation ludique et/ou natatoire
- Gestion d'un centre de secours
- Tourisme   
  - Définition de la politique touristique communautaire et des modalités de sa gestion ;
  - Promotion et de développement touristiques
- Gens du voyage : aires d'accueil  pour les gens du voyage
- Funéraire : Crématorium
- Infrastructure de télécommunications : schéma d'aménagement numérique[4].

### Régime fiscal et budget
L'intercommunalité était un établissement public de coopération intercommunale à fiscalité propre.
Afin de financer l'exercice de ses compétences, l'intercommunalité, comme les autres communautés d'agglomération percevait la fiscalité professionnelle unique (FPU) – qui a succédé à la taxe professionnelle unique (TPU) – et assure une péréquation de ressources entre les communes résidentielles et celles dotées de zones d'activité.
Elle percevait également la redevance d'assainissement et la taxe d'enlèvement des ordures ménagères (TEOM), qui finançaient le fonctionnement de ces services.

## Réalisations
Développement économiques
L'Agence de Développement du Saint-Quentinois, créée en 2012, développe pour le territoire une stratégie numérique en lien avec l'ensemble des acteurs du territoire : institutionnels, start ups, universitaires et formations supérieures de la région, entreprises du territoire, experts en robotique, etc. Ses responsables  de pôle industrie, innovation et commerce accompagnent les implantations d'entreprises sur le territoire.
Son incubateur, le Garage, a fait naître de l'expertise de start ups locales issues de la pépinière Créatis et des étudiants de licence et master cloud computing et Mobility de l'INSSET pour les entreprises qui leur confient leurs projets. Les créateurs de nouveautés bénéficiaient dans leur mission de l'appui de Salesforce et Google.
En 2013, l'Agglomération de Saint-Quentin représente la France au salon RobotWorld de Séoul. L'Agence de développement du Saint-Quentinois se fait l'intermédiaire de l'entreprise et de ses différents interlocuteurs lors de son installation, dans une logique de guichet unique.